# Leonid Ljubaševskij
Leonid Ljubaševskij (26 dicembre 1892 – Leningrado, 1º marzo 1975) è stato un attore e sceneggiatore sovietico.

## Filmografia parziale

### Attore
- Jakov Sverdlov (1940)
- Vichri vraždebnye (1943)
- V dni Oktjabrja (1958)

### Sceneggiatore
- Il deputato del Baltico, regia di Aleksandr Zarchi e Iosif Efimovič Chejfic (1936)

## Premi
- Artista onorato della RSFSR
- Premio Stalin